# Alsóbogát
Alsóbogát (középkorban: Bagat, Bugat) község Somogy vármegyében, a Kaposvári járásban. A település a Zselici-dombvidékben helyezkedik el, első írásos említése pedig 11. század végéből származik. A falu egyik legjelentősebb műemléke a Festetics-Inkey-kastély, mely a 19. században épült a Festetics család birtokán. Alsóbogát lakossága néhány száz fő, és a község gazdasága hagyományosan a mezőgazdaságra épül.

## Fekvése
A Somogyi-dombságban, Kaposvártól 20 km-re északra fekvő zsákfalu. A Kaposvár–Fonyód úton közelíthető meg, amelyből Somogyjádon ágazik ki Alsóbogát felé egy 4 kilométeres bekötőút (Somogyjád belterületén Bogáti út). A többi szomszédos település, amelyekkel csak földutak kötik össze: Somogygeszti (2,8 km), Edde (2,4 km); Várda (5,3 km) és Magyaregres (11,2 km).
Vasútvonal nem érinti a települést, a faluhoz legközelebbi vasúti megállóhely Somogyjádon, Alsóbogáttól 6 km-re van: Somogyjád megállóhely.

## Története
Alsóbogát (Bogát) már az Árpád-korban is lakott település volt; első ismert írásos említése Szent László királynak a szentmártoni Benedek-rendi apátság részére 1083-1095 években kiállított összeírólevelében maradt fenn.
1229-ben Bagat alakban a székesfehérvári káptalan birtokaként említették, melyet 1239-ben a káptalan a szentmártoni apátságnak engedett át. Az 1332-1337. évi pápai tizedjegyzékben Vugath és Bugat alakban szerepelt; ekkor tehát már egyháza is volt. 1472-től a káptalan és a szentmártoni apátság birtoka volt.
Az 1580. évi török kincstári adójegyzék a koppányi náhijébe sorozta. 1660-ban a dézsmaváltságjegyzék szerint már a szigligeti vár tartozéka volt. 1726-ban a Lengyel és a Mérey családoké, 1733-től pedig teljes egészében a Lengyel családé volt.
Később a település két részre szakadt: Alsóbogát a Boronkay családé, majd gróf Festetics Miklósé lett, aki itt 1830 körül kastélyt építtetett, amely a 20. század elején Pallini Inkey László birtoka lett. Felsőbogát ezzel szemben a lengyeltóti Lengyel család után Vrancsics tábornok birtokába került, aki itt építtetett kastélyt. Később ez báró Puteány Sándor, majd a Gludovácz és Inkey családok birtokába került, 1856-ban pedig már gróf Zichy Károlyé volt.
A község határában a római korból származó leletek kerültek elő.
A település a rendszerváltás előtti időszakban közigazgatásilag Edde községhez tartozott, 1994-ben vált önálló községgé.

## Közélete

### Polgármesterei
- 1994–1998: Schrancz László (független)[3]
- 1998–2002: Süle Tibor (független)[4]
- 2002–2006: Süle Tibor (független)[5]
- 2006–2010: Süle Tibor (független)[6]
- 2010–2014: Süle Tibor (független)[7]
- 2014–2019: Süle Tibor (független)[8]
- 2019–2024: Süle Tibor (független)[9]
- 2024– : Süle Tibor (független)[1]

## Népesség
A település népességének alakulása:
| Lakosok száma | 256  | 244  | 239  | 211  | 221  | 221  | 227  |
|               | 2013 | 2014 | 2015 | 2021 | 2022 | 2023 | 2024 |

A 2011-es népszámlálás során a lakosok 95,2%-a magyarnak, 8,8% cigánynak, 0,8% németnek, 0,8% görögnek, 0,4% horvátnak, 0,4% szlováknak mondta magát (3,2% nem nyilatkozott; a kettős identitások miatt a végösszeg nagyobb lehet 100%-nál). A vallási megoszlás a következő volt: római katolikus 73,2%, református 2,4%, evangélikus 0,4%, görögkatolikus 0,8%, felekezet nélküli 13,6% (7,2% nem nyilatkozott).
2022-ben a lakosság 89,1%-a vallotta magát magyarnak, 4,1% cigánynak, 1,8% németnek, 2,7% egyéb, nem hazai nemzetiségűnek (8,1% nem nyilatkozott; a kettős identitások miatt a végösszeg nagyobb lehet 100%-nál). A vallási megoszlás a következő volt: 48,4% volt római katolikus, 2,3% református, 0,5% evangélikus, 1,4% egyéb katolikus, 14,9% felekezeten kívüli (32,6% nem válaszolt).

## Nevezetességei
- Festetics-kastély (nagykastély, klasszicista stílusú, 19. század közepe)
- Festetics–Inkey-kastély (kiskastély, 18. század)
- Halastavak
- Nepomuki Szent János-szobor (műemlék)

## Képek

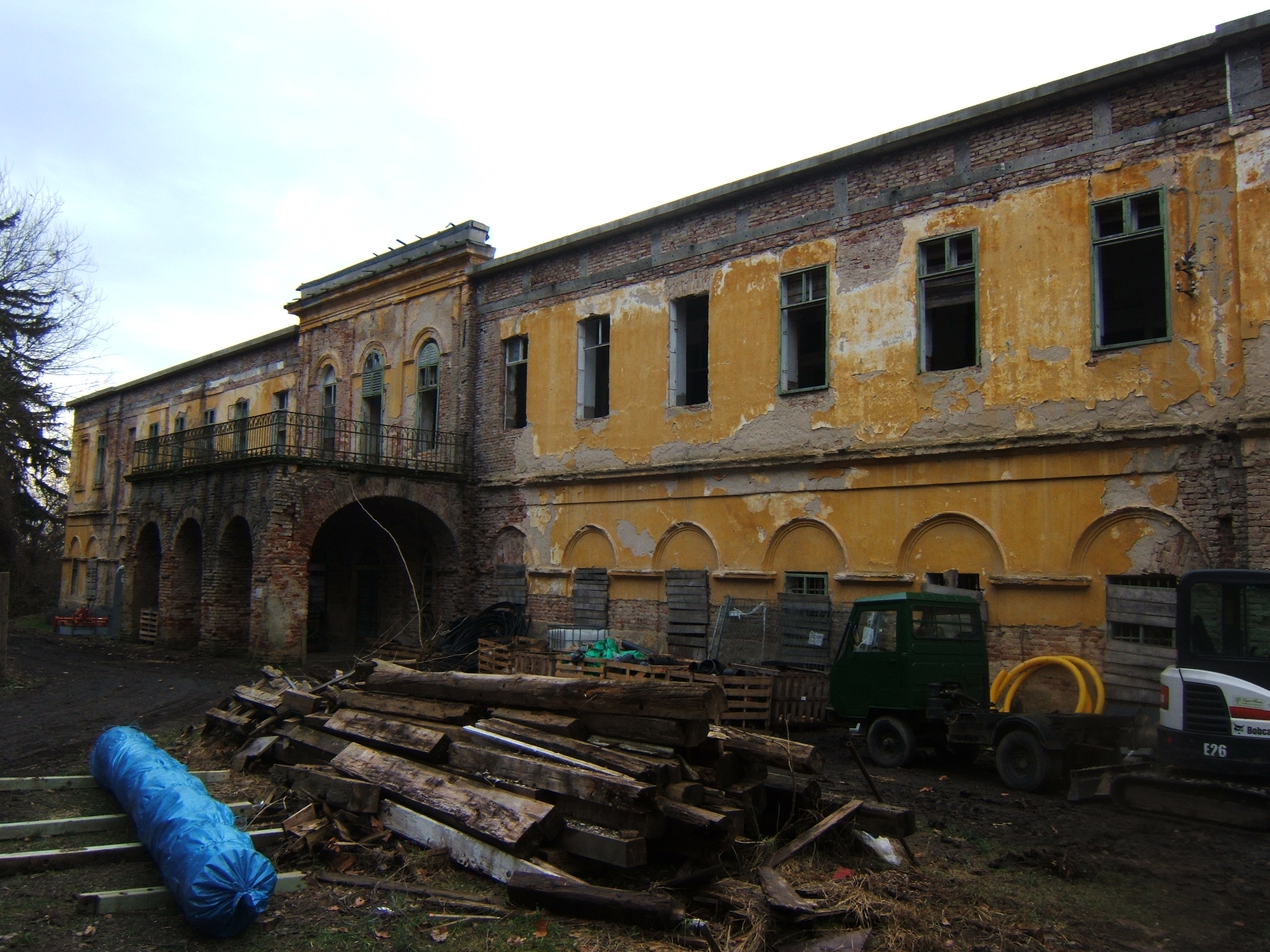
A Festetics-kastély főhomlokzata 2015-ben, még romosan a felújítása előtt...
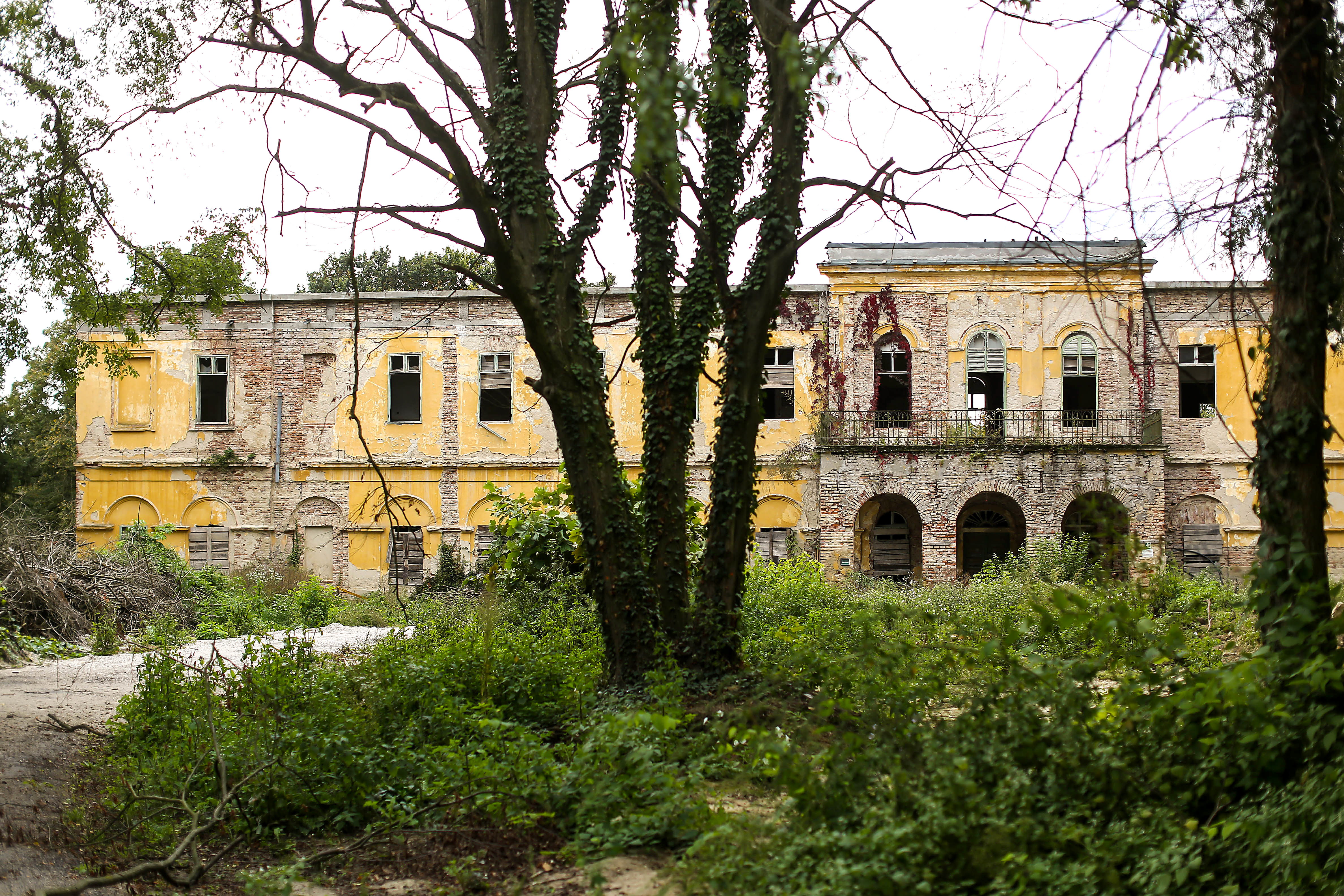
A Festetics-kastély főhomlokzata 2015-ben, még romosan a felújítása előtt...
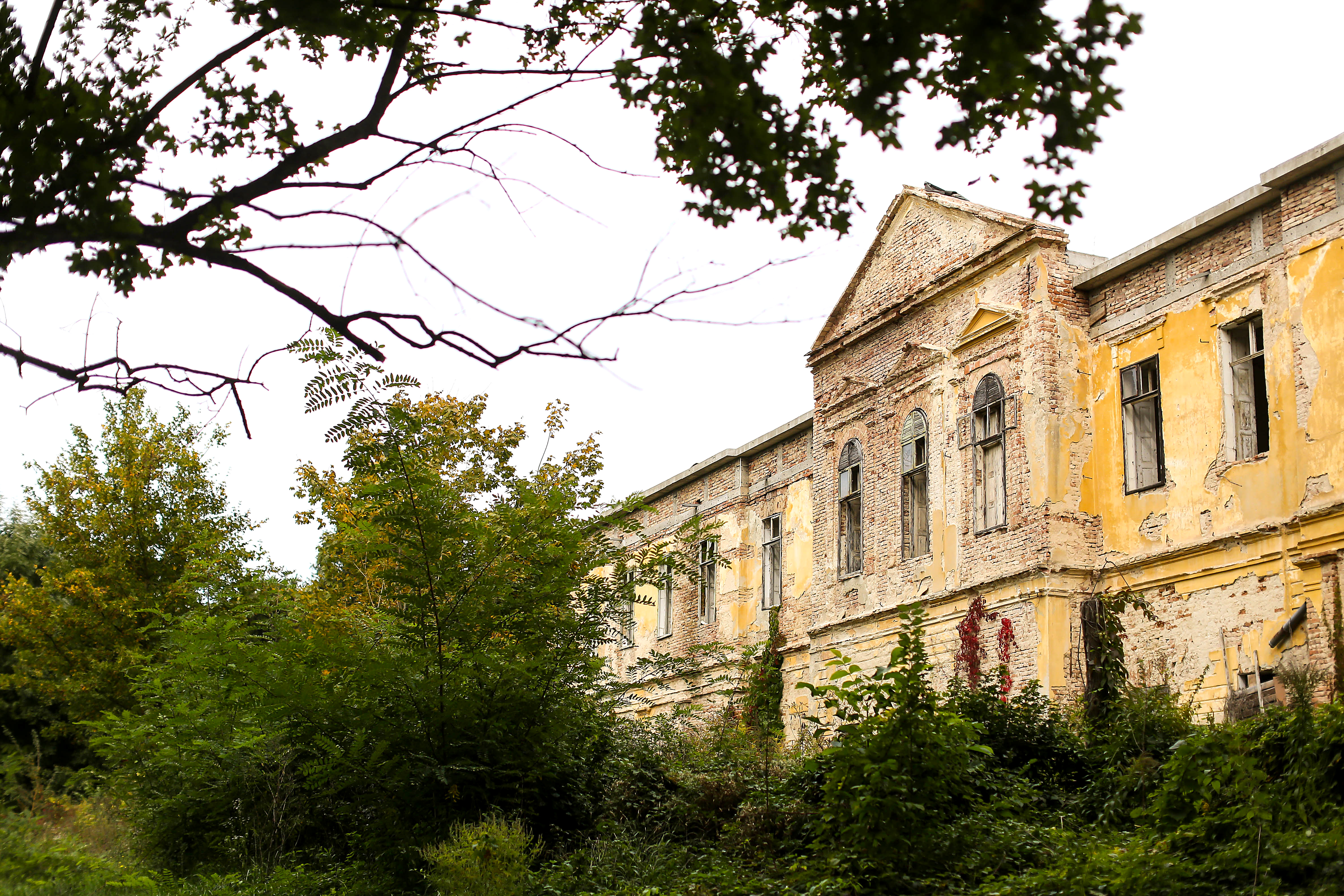
A Festetics-kastély hátulsó homlokzata 2015-ben, még romosan a felújítása előtt...
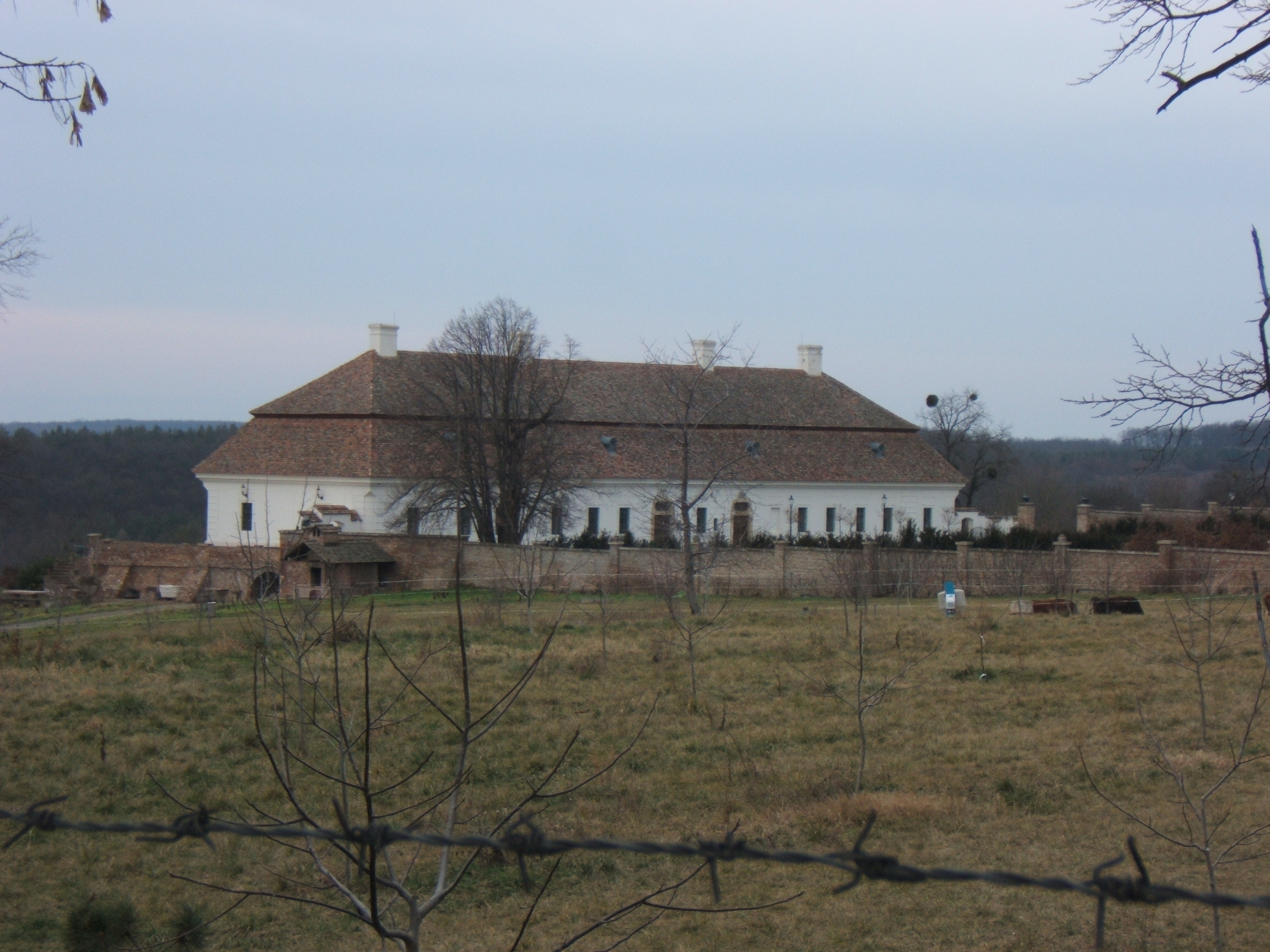
A Kiskastély
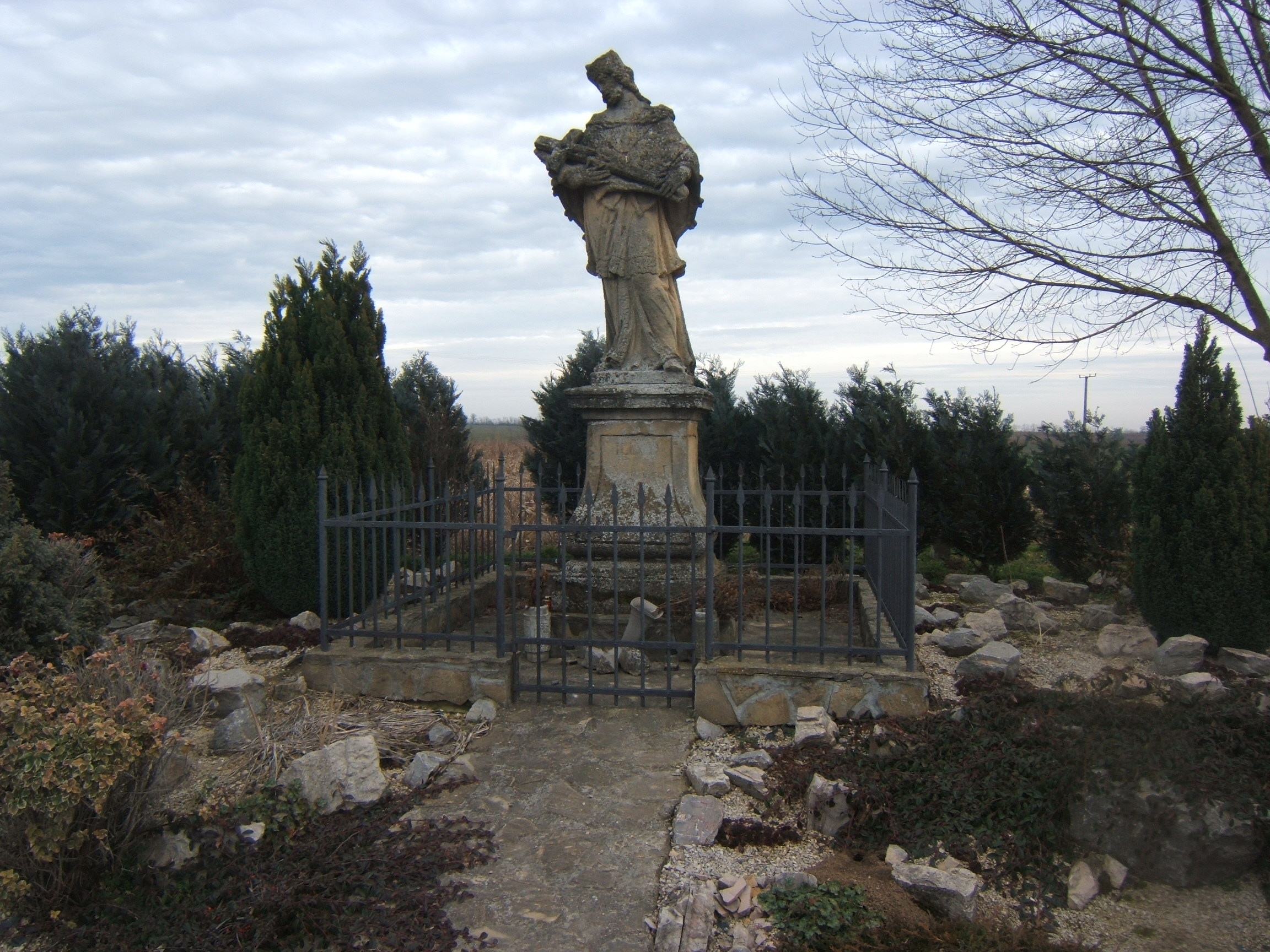
Nepomuki Szent János-szobor

## Híres bogátiak
- Joáchimstadt Szilárd lelkész (1803. május 13. Devecser – 1871. április 20. Alsóbogát)
- Kalmár László matematikus (1905. március 27. Alsóbogát – 1976. augusztus 2. Mátraháza)